# 住田正樹
住田 正樹（すみだ まさき、1944年（昭和19年）10月13日 - ）は、日本の教育社会学者、九州大学・放送大学名誉教授。

## 略歴
兵庫県生まれ。1963年兵庫県立赤穂高等学校卒業、1968年慶應義塾大学文学部社会学科卒業、1974年東京大学大学院教育学研究科教育学専門課程教育社会学専攻博士課程満期退学。1993年「子どもの仲間集団の社会学的研究」で九州大学教育学博士。1974年香川大学教育学部助手、1975年講師、1977年助教授、1982年九州大学教育学部助教授、1991年10月教授、1998年同人間環境学研究科教授、2005年定年退官、名誉教授、放送大学教授。2015年定年、名誉教授。

## 著書
- 『子どもの仲間集団と地域社会』九州大学出版会 1985
- 『子どもの仲間集団の研究』九州大学出版会 1995
- 『地域社会と教育 子どもの発達と地域社会』九州大学出版会 2001
- 『子ども社会学の現在 いじめ・問題行動・育児不安の構造』九州大学出版会 2014
- 『人間発達論』（放送大学叢書）左右社 2021

### 共編著
- 『人間の発達と社会 教育社会学講義』高島秀樹,藤井美保共著 福村出版 1999
- 『子どもの発達と現代社会 教育社会学講義』高島秀樹共編著 北樹出版 2002
- 『子どもたちの「居場所」と対人的世界の現在』南博文共編 九州大学出版会 2003
- 『教育文化論 人間の発達・変容と文化環境 新訂』鈴木晶子共編著 放送大学教育振興会 2005
- 『子どもへの現代的視点 住田正樹教授九州大学退職記念論文集』多賀太共編著 北樹出版 2006
- 『生徒指導 新訂』新井郁男,岡崎友典共編著 放送大学教育振興会 2006
- 『人間発達論』田中理絵共著 放送大学教育振興会 2009
- 『子どもと家族』編 学文社 子ども社会シリーズ 2010
- 『子どもと地域社会』編 学文社 子ども社会シリーズ 2010
- 『子どもの発達社会学 教育社会学入門』高島秀樹共編著 北樹出版 2011
- 『児童・生徒指導の理論と実践』岡崎友典共編著 放送大学教育振興会 2011
- 『家庭教育論』編著 放送大学教育振興会 2012
- 『人間発達論特論 人間発達科学プログラム』田中理絵共著 放送大学教育振興会 2015
- 『変動社会と子どもの発達 教育社会学入門』高島秀樹共編著 北樹出版 2015

### 翻訳
- A.H.ハルゼー,H.ローダー,P.ブラウン,A.S.ウェルズ編『教育社会学 第三のソリューション』秋永雄一,吉本圭一共編訳 九州大学出版会 2005
- ゲイリー・アラン・ファイン『リトルリーグの社会学 前青年期のサブカルチャー』監訳 九州大学出版会 2009

## 論文
- <住田正樹